# Paz de Coimbra
A Paz de Coimbra, imposta pelo rei de Castela, Afonso VIII de Castela, ao rei de Leão, Afonso IX de Leão, foi assinada em 1212. Uma das imposições que o rei leonês fez foi a devolução a seu genro, Afonso II de Portugal de todos os castelos do Norte que tomara, quando da invasão de Portugal com o pretexto de defesa das infantas Sancha, Mafalda e Teresa.